# Грейс Слік
Грейс Слік (англ. Grace Slick, при народженні Грейс Барнетт Вінг, англ. Grace Barnett Wing; народилася 30 жовтня 1939, Еванстон, Іллінойс) — американська рок-співачка і автор пісень, яка починала музичну кар'єру в гурті The Great Society, а пізніше здобула популярність як вокалістка Jefferson Airplane (згодом — Jefferson Starship і Starship). Грейс Слік, одна з найяскравіших фігур психоделічної сцени кінця 1960-х років, відзначалася як сильна, майстерна вокалістка та автор цікавих текстів. Після виходу з гурту Грейс Слік розпочала успішну сольну кар'єру. 1980 року вона була номінована на Grammy в номінації «Найкраща рок-вокалістка» за сольний альбом Dreams, в 1996 році — разом з іншими учасниками Jefferson Airplane введена в Зал слави рок-н-ролу. Грейс Слік займає 20-е місце в списку VH1 «Сто найвидатніших жінок рок-н-ролу» (100 Greatest Women of Rock N Roll).

## Біографія
Грейс Слік народилася в Еванстоні, штат Іллінойс, в родині Івана Вінга (Ivan W. Wing) і Вірджинії Барнетт (Virginia Barnett) в 1939 році. За місяць до десятого дня народження Грейс, народився її брат Кріс Вінг. Коли Грейс була дитиною, її батько міняв місця роботи кілька разів, таким чином, вона жила в передмісті Чикаго, в Лос-Анджелесі, в Сан-Франциско, в Пало-Альто, на півдні від Сан-Франциско, де вона вчилася спочатку в звичайній середній школі, а потім і в приватній школі для дівчаток. Потім вона вступила до Finch College в Нью-Йорку, де вчилася з 1957 по 1958 роки, а потім в Університет Маямі у Флориді (1958—1959). Перш, ніж почати музичну кар'єру, Грейс Слік на початку шістдесятих деякий час працювала моделлю для мережі магазинів модного одягу I.Magnin.

### Музична кар'єра

#### The Great Society
Кар'єра Слік в музиці почалася в 1965 році в Сан-Франциско, коли вона з тодішнім чоловіком вирішила створити власний гурт, під впливом The Beatles і після того, як побачили виступ сформованих Jefferson Airplane в клубі «Matrix». Слік говорила, що, побачивши на сцені Jefferson Airplane, вона зрозуміла: вони мають більше грошей працюючи музикантами, ніж вона заробляє як модель, до того ж виступаючи вони отримують набагато більше задоволення від роботи. Гурт, в складі якого до Слік і її чоловіка приєднався двоюрідний брат Дарбі Слік і кілька спільних друзів, назвали The Great Society, запозичивши назву в тодішньої американської держпрограми соціальних реформ «Велике суспільство». The Great Society дебютував восени 1965 року, і до початку 1966 року вже був одним з популярних психоделічних гуртів в Сан-Франциско. Слік співала і грала на гітарі та фортепіано, і крім того, разом з Дарбі написала більшість пісень.

#### Jefferson Airplane
До літа 1966 The Great Society був одним з найвідоміших гуртів в Сан-Франциско. Гурт випустив синглом пісню Дарбі Сліка «Someone To Love», яка згодом отримала назву «Somebody to Love». Восени співачка Jefferson Airplane Сігні Толі Андерсон пішла з гурту за сімейними обставинами і гурт запросив Грейс Слік приєднатися до них. Слік говорила згодом, що частково вирішила приєднатися до складу, тому що вважала Jefferson Airplane набагато професійнішим гуртом, ніж The Great Society. Вона взяла з собою в репертуар тільки дві пісні колишнього гурту: «White Rabbit» (яку, як стверджувала Слік, вона написала всього за годину), «Somebody To Love», після чого гурт розпочав записувати альбом. До 1967 року альбом «Surrealistic Pillow» і сингли принесли гурту величезний успіх, і Jefferson Airplane став одним з найвідоміших гуртів у країні. Слік, одна з перших популярних виконавиць жіночого року, яка завдяки привабливості і сценічному образу стала одним з секс-символів тієї епохи.

#### Jefferson Starship

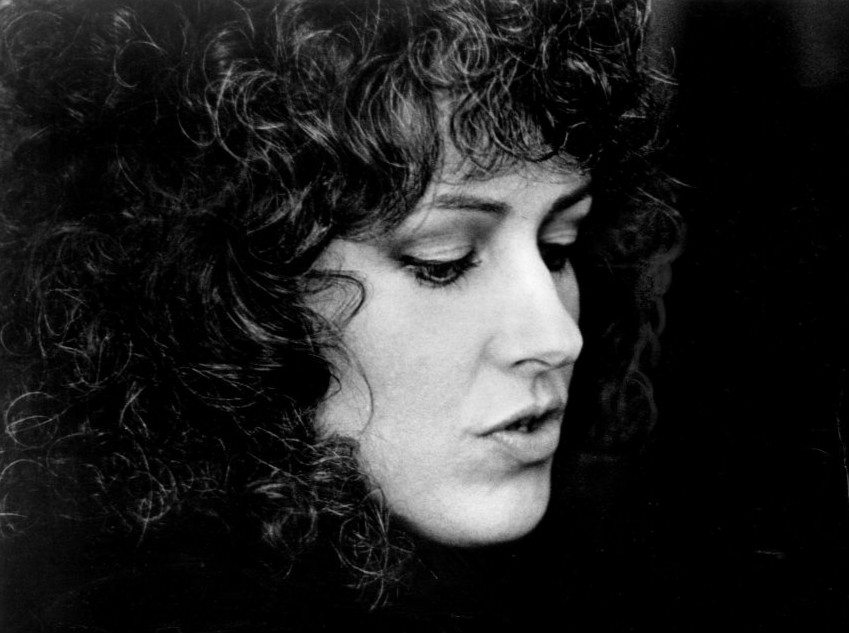
Грейс Слік, 1976 рік

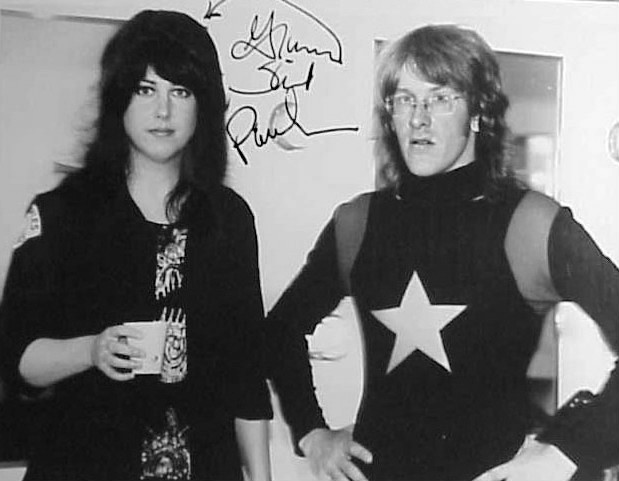
Пол Кантнер і Грейс Слік

Після того, як склад Jefferson Airplane розпалися, Грейс Слік і інші колеги по гурту сформували Jefferson Starship.
Під час європейського туру 1978 року, алкоголізм Грейс став проблемою для учасників гурту і вони були змушені скасувати прем'єру в Німеччині, тому що Слік була занадто п'яна, щоб виступати. Вона все-таки виступила наступної ночі, але була настільки п'яною, що не могла співати належним чином і потім почала нападати на аудиторію. Вона нагадала що німці розв'язали і програли Другу світову війну і стала непристойно обмацувати членів аудиторії жіночої статі, а також членів гурту. Наступного дня вона залишила гурт. Того ж року, її силою повели з телевікторини в Сан-Франциско після того як вона стала ображати суперників по грі. Вона потрапляла в наркологічну лікарню принаймні двічі, один раз в 1970-х в Даффі, в Долині Napa і одного разу в 1990-х з дочкою Чайна. Грейс публічно зізналася що у неї алкоголізм, а також розповіла про те, як вживала ЛСД, марихуану та інших наркотичні речовини в автобіографії, в різних інтерв'ю, і в книгах про алко- та наркозалежність, включно з «The Courage to Change» ("Хоробрість, щоб змінитися ", автор Денніс Волі) і «The Harder They Fall»(«Тим важче падіння», автори — Гарі Стромберг і Джейн Меррілл).
Протягом 1980-х Слік була єдиним учасником Jefferson Airplane у складі Starship. Три хіта гурту очолили чарти: «We Built This City», «Sara», і «Nothing's Gonna Stop Us Now». Попри величезний успіх, Грейс негативно висловлювалася про нову музику гурту. Вона залишила гурт в 1988 році незабаром після випуску «No Protection». 1989 року Грейс і колишні учасники Jefferson Airplane реформували склад.

## Особисте життя
Грейс була одружена двічі, за кінематографістом Джеральдом Джері Сліком (1961—1971), залишивши собі його прізвище і після розлучення, і потім за Скіпом Джонсоном, майстром по освітленню Jefferson Starship (1976—1994). В неї є одна дочка, Чайна (нар. 25 січня 1971). Батько Чайни — колишній гітарист Jefferson Airplane, Пол Кантнер, з яким у Грейс були відносини з 1969 по 1975 роки. Під час її перебування в лікарні після народження дитини Грейс саркастично сказала одній з медсестер, чия поведінка здавалася їй дратівливо святенницькою, що вона мала намір назвати дитину god (англ. — «бог»), але тільки з малою першою літерою «g», оскільки вона бажала, щоб дитина виросла скромною.

## Проблеми з законом
Слік і Тріс Ніксон, дочка Президента США Річарда Ніксона є випускницями Finch College. Грейс була запрошена на вечірку для випускниць в Білий дім в 1969 році. Вона запросила політичного активіста Аббі Хоффмана бути її ескортом і запланувала додати в чай президента Ніксона 600 мікрограм ЛСД. План був розкритий, коли охорона президента перешкодила парі увійти до будівлі, бо персонал служби безпеки Білого дому був проінформований про всіх підозрілих осіб в США, а Грейс Слік була поміщена в чорний список ФБР ще задовго до цього.
В 1971 році, після сесії звукозапису, вона розбила свій автомобіль об стіну близько Мосту Золоті Ворота влаштувавши гонки з Йормом Кауконеном, але отримала тільки струс мозку попри тяжкість аварії.
Вона була заарештована принаймні три рази за те, що сама вона називала «TUI» («Talking Under the Influence», «Розмови в нетверезому вигляді») і «Drunk Mouth» («П'яний Рот»). При тому, що технічно це були звинувачення за статтею DUI («Driving Under the Influence», «водіння в нетверезому стані»), три арешти, згадані в її автобіографії, відбулися, коли вона не була фактично в транспортному засобі.
Перший з арештів стався після того, як Грейс посварилася в автомобілі з тодішнім партнером Полом Кантнером, який втомившись від сперечань, вийняв ключі від машини з запалювання і кинув їх через автомобільне вікно на галявину перед чиїмось будинком. В той час як Грейс повзала навколо на галявині, шукаючи ключі, поліцейський прибув на місце події і запитав, що сталося. Її сміх не сподобався полісмену і вона була відправлена до в'язниці. Другий випадок стався після того, як Грейс забула перевірити рівень палива в її двигуні і з-під капота показався вогонь. Коли прибув полісмен він як і раніше, запитав, що сталося. Її відповідь, цього разу був ще більш саркастичною. В результаті вона була взята під варту. Третій арешт стався після того, як полісмен побачив що вона сидить спершись на дерево і п'є вино читаючи книгу поезії. Коли полісмен запитав, що вона робить, її саркастична відповідь знову привела до арешту. Вона була заарештована в 1994 році за «напад зі смертельною зброєю» («Assault with the deadly weapon»), після того як направила незаряджений пістолет на поліцейського. Вона пояснила що той вторгся на територію її власності без пояснення.

## 1988— наш час

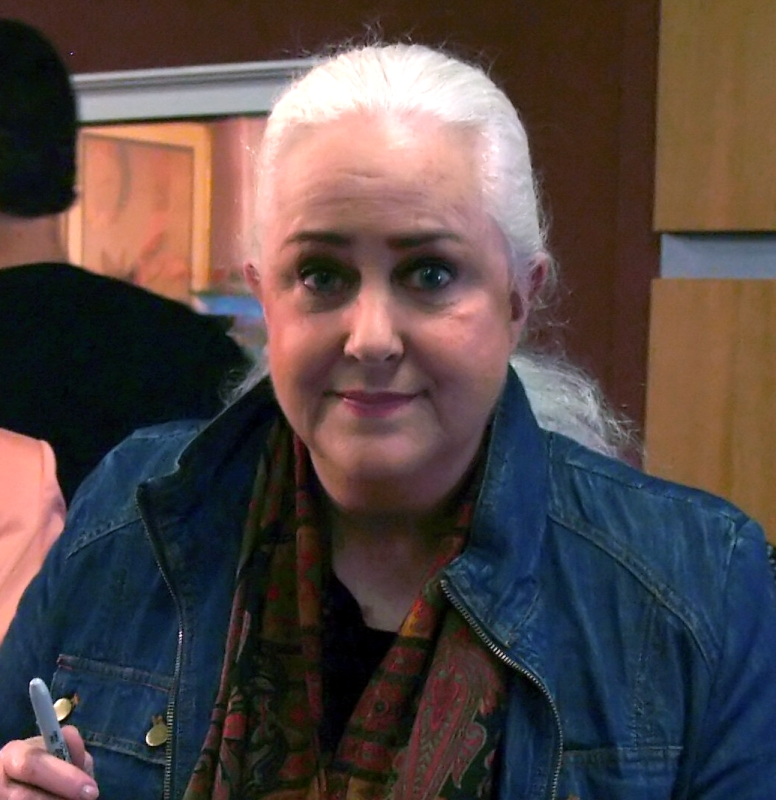
Грейс Слік в 2008 році

Грейс залишила Starship в 1988 у віці 48 років. Після короткого возз'єднання Jefferson Airplane і туру в наступному році, вона пішла з музики. 1998 року в інтерв'ю з VH1 в документальному фільмі про Jefferson Airplane «Behind the Music» вона сказала, що ніколи не соромилася свого віку, і заявила, що головна причина, по якій вона віддалилася від музики, полягала в тому, що «всі рокери, яким за 50 — виглядають безглуздо і повинні піти на пенсію». Але навіть сказавши це, вона кілька разів з'являлася з новим складом Jefferson Starship. Коли гурт грав в Лос-Анджелесі в 2001 році на рок-фестивалі, вона вийшла на сцену покритою одягом чорного кольору з голови до п'ят і в паранджі, яку вона зняла і під нею виявився американський прапор, і напис «Fuck Fear» (перен. — «на хрін страх»). Оскільки в середовищі фанатів це могло викликати підозри в її антиісламізмі і її підтримці американської військової агресії, вона пояснила дії наступним чином: «Одяг ісламської жінки говорить не про Іслам, а про придушення; а прапор США говорить не про політику, а про свободу».
Після відходу з музики вона почала малювати. Грейс Слік зробила багато портретів своїх знайомих музикантів епохи 1960-х, таких як Дженіс Джоплін, Джеррі Гарсія, та інших. 2000 року вона почала показувати і продавати свої художні роботи.
В 2001 році в «USA Today» співачка сказала: "У мене хороше здоров'я і люди хочуть знати що я роблю для цього. Я не їм сир, я не їм м'ясо качки, я веган… " Однак, вона також визнає, що вона — не суворий веган. В 2006 році у Слік виявився дивертикуліт. Після першої операції захворювання не зупинилося і потрібні були інші операції і трахеотомія. Вона була введена в штучну кому і перебувала в комі протягом двох місяців, після чого повинна була заново вчитися ходити.
В 2006 році Слік виголосила промову на відкритті нової авіакомпанії Virgin America, яка назвала свій перший літак «Jefferson Airplane».

## Спадщина
Разом з Дженіс Джоплін, Слік стала найважливішою фігурою в розвитку рок-музики наприкінці 1960-х і була однією з найперших зірок жіночого року. Її відмітний вокальний стиль і приголомшливе вміння триматися на публіці справили величезний вплив на інших виконавиць року, включаючи Стіві Нікс, Патті Сміт тощо. Як і у випадку з Джоплін, сильний безкомпромісний характер Слік, її сильний голос і віртуозне вміння ним керувати, допомогли відкрити нові форми вираження для виконавиць року і допомогли зруйнувати стереотипи про те що серйозну музику можуть розвивати тільки чоловіки.

## Дискографія

### Сольні альбоми
| Рік  | Альбом                        | U.S. Billboard 200 | UK Albums Chart |
| ---- | ----------------------------- | ------------------ | --------------- |
| 1973 | Manhole                       | 127                | -               |
| 1980 | Dreams                        | 32                 | 28              |
| 1981 | Welcome to the Wrecking Ball! | 48                 | -               |
| 1984 | Software                      | 206                | -               |

Збірки
- The Best of Grace Slick (1999) (збірник, включає в себе треки гуртів Jefferson Airplane, Jefferson Starship, і Starship, в яких Грейс Слік співала)

з The Great Society
- Conspicuous Only in its Absence (1968)
- How It Was (1968)
- Born to Be Burned (1995)

з Jefferson Airplane
- Surrealistic Pillow (1967)
- After Bathing at Baxter's (1967)
- Crown of Creation (1968)
- Bless Its Pointed Little Head (1969)
- Volunteers (1969)
- Bark (1971)
- Long John Silver (album)|Long John Silver (1972)
- Thirty Seconds Over Winterland (1973)
- Early Flight (1974)
- Jefferson Airplane (1989)

з Jefferson Starship
- Dragon Fly (1974)
- Red Octopus (1975)
- Spitfire (1976)
- Earth (1978)
- Modern Times (1981)
- Winds of Change (1982)
- Nuclear Furniture (1984)

з Starship
- Knee Deep in the Hoopla (1985)
- No Protection (Starship album)|No Protection (1987)

з Полом Кантнером
- Blows Against the Empire (1970)
- Sunfighter (1971)
- Baron von Tollbooth and the Chrome Nun (1973)
- Planet Earth Rock and Roll Orchestra (1983)

з іншими музикантами
- If I Could Only Remember My Name (Девід Кросбі) (1971)
- Papa John Creach (Папа Джон Кріч) (1971)
- Rolling Thunder (Мікі Харт) (1972)
- Seastones (Нед Лагін) (1975)
- 69 Times (Рік Джеймс) (1982)
- Heart (Гурт Heart) (1985)
- Back to Avalon (Кенні Лоґґінс) (1988)
- Deep Space/Virgin Sky (Jefferson Starship) (1995)
- In Flight (Лінда Перрі) (1996)
- Windows of Heaven (Jefferson Starship) (1999)
- Jefferson's Tree of Liberty (Jefferson Starship) (2008)
- The Edge of Madness (Мішель Менджін) (2010)